# 菊川正達
菊川 正達（きくかわ まさたつ、1962年11月17日 - ）は、日本中央競馬会 (JRA) 美浦トレーニングセンター所属の調教師で、元騎手。

## 来歴
東京都足立区出身。北千住で育ち、親戚に浅草の場外馬券場に連れて行かれているうちに競馬に興味を持つ。1982年3月、美浦・尾形盛次厩舎の騎手としてデビュー。
1982年3月6日、アイズセンジュで初騎乗（8着）。同年6月5日、ベルクレールで初勝利。1983年11月20日、目黒記念のベルクレールで重賞初騎乗（15着）。
1998年4月30日に騎手を引退。騎手成績1116戦63勝。重賞勝利はなかった。柴崎勇厩舎で調教助手となる。
2000年に調教師試験に合格、翌年2001年に開業。
2001年5月26日、東京第9競走の日吉特別をヤワタセブンで勝利し、25戦目で厩舎初勝利。
2008年8月31日、札幌8Rでリボンノキシが勝利し、JRA通算100勝を達成した。
2010年、ステイヤーズステークスをコスモヘレノスで勝利し重賞初制覇。
2015年8月8日、札幌6Rでラッシュアタックが1着となり、現役104人目となるJRA通算200勝を達成。
2023年8月27日、札幌6Rでブラックヴァールが1着となり、現役68人目となるJRA通算300勝を5890戦目で達成。

## 騎手成績
| 通算成績 | 1着 | 2着 | 3着 | 騎乗数 | 勝率 | 連対率 |
| -------- | --- | --- | --- | ------ | ---- | ------ |
| 平地     | 56  | 55  | 75  | 1062   | .053 | .105   |
| 障害     | 7   | 5   | 2   | 54     | .130 | .222   |
| 計       | 63  | 60  | 77  | 1116   | .056 | .110   |

|            | 日付           | 競馬場・開催 | 競走名               | 馬名           | 頭数 | 人気 | 着順 |
| ---------- | -------------- | ------------ | -------------------- | -------------- | ---- | ---- | ---- |
| 初騎乗     | 1982年3月6日   | 2回中山3日1R | アラブ4歳以上300万下 | アイズセンジュ | 14頭 | 13   | 8着  |
| 初勝利     | 1982年6月5日   | 3回東京5日7R | 5歳以上400万下       | ベルクレール   | 8頭  | 4    | 1着  |
| 重賞初騎乗 | 1983年11月20日 | 5回東京6日9R | 目黒記念             | ベルクレール   | 15頭 | 6    | 15着 |

### 主な騎乗馬
- ベルレンケル（1985年新潟障害ステークス）

## 調教師成績
|            | 日付          | 競馬場・開催  | 競走名              | 馬名           | 頭数 | 人気 | 着順 |
| ---------- | ------------- | ------------- | ------------------- | -------------- | ---- | ---- | ---- |
| 初出走     | 2001年3月10日 | 1回中京3日11R | 瀬戸特別            | ヤワタセブン   | 16頭 | 5    | 5着  |
| 初勝利     | 2001年5月26日 | 3回東京3日9R  | 日吉特別            | ヤワタセブン   | 16頭 | 3    | 1着  |
| 重賞初出走 | 2003年4月27日 | 1回東京2日11R | サンスポ賞フローラS | ツキノミコト   | 18頭 | 17   | 18着 |
| 重賞初勝利 | 2010年12月4日 | 5回中山1日11R | ステイヤーズS       | コスモヘレノス | 15頭 | 5    | 1着  |
| GI初出走   | 2011年5月1日  | 3回京都4日11R | 天皇賞(春)          | コスモヘレノス | 18頭 | 13   | 14着 |

### 主な管理馬
- コスモヘレノス（2010年ステイヤーズステークス）
- スイートサルサ（2015年福島牝馬ステークス）
- コマノインパルス（2017年京成杯）
- リンゴアメ（2020年函館2歳ステークス）
- オセアグレイト（2020年ステイヤーズステークス）

## 主な厩舎所属者
※太字は門下生。括弧内は厩舎所属期間と所属中の職分。
- 安藤光彰（2007年-2009年 騎手）
- 小林久晃（2010年 騎手 2010年-2012年 調教助手）
- 佐々木大輔（2022年 騎手）